# Metopilio hispidus
Metopilio hispidus is een hooiwagen uit de familie Sclerosomatidae.